# Поморавье
Поморавье (серб. Поморавље) — исторический и географический регион на Балканах, по большей части находящийся на территории Сербии (центр и восток страны), и частично — Болгарии и Косово.
Будучи в составе Византии, область входила в состав фемы Болгария, именно здесь вспыхивает восстание Петра Деляна.
До Нишского восстания никто не оспаривал преимущественно болгарский этнический характер этой территории, но с 1840-х годов Княжество Сербия, войдя в австрийскую политическую орбиту, выступило в качестве ступора австрийских претензий и объявило эту территорию частью Старой Сербии. Процесс австрийской интервенции завершился Венским литературным соглашением и последующей позицией Австрии во время Крымской войны[страница не указана 134 дня].
Граница района обычно совпадает по водосбору рек Южная Морава и Велика Морава с частью Западной Моравы, так как река в прошлом также называлась Болгарской Моравой — в отличие от Сербской Моравы.
После гражданской войны в России белогвардейцы с помощью Николы Пашича поселились в западной части области на территории Сербии, где был организован Русский корпус.

## Примечание
1. ↑  Поморавия по сръбски свидетелства. Исторически издирвания съ една карта. Второ допълнено издание. Дата обращения: 25 октября 2021. Архивировано 25 октября 2021 года.
2. ↑  «Начертание» Илии Гарашанина и внешняя политика Сербии в 1842—1853 гг. Дата обращения: 25 октября 2021. Архивировано 25 октября 2021 года.
3. ↑  Abstract. In many old books, maps and documents of 17th — 20th c. one can see the name «Bulgarian Morava» for the river, which is known today as «South Morava». Surprisingly, in several maps from 17th and 18th c. we find another name of the same river — «Bulgaria». Some fragments of such maps are presented in this article along with the hypothesis that formerly «Bulgaria», «Morava», «Golema» («Great») etc. are the names of different parts of the present river of Morava. Дата обращения: 25 октября 2021. Архивировано 25 октября 2021 года.